# Jean-Pierre Borro
Jean-Pierre Borro (6 de maio de 1938) é um iatista monegasco. Participou dos Jogos Olímpicos de Verão de 1976, mas não ganhou medalhas.